# Tom Walling
Pour les articles homonymes, voir Walling.
Tom Walling fut le batteur du groupe de metal progressif du New Jersey Symphony X le temps de l'album Twilight in Olympus et du bref départ de Jason Rullo pour absence de tournées. D'ailleurs le groupe eu du mal a lui trouver un remplaçant car des batteurs aussi techniques sont rares. Son jeu est tout aussi technique mais sa caisse claire sonne plus naturel et moins metal. L'entrée de batterie sur In the dragon's den reste un grand moment du disque.